# Gradski Vrhovci
Gradski Vrhovci – wieś w Chorwacji, w żupanii pożedzko-slawońskiej, w mieście Požega. W 2011 roku liczyła 46 mieszkańców.